# Resolución 1492 del Consejo de Seguridad de las Naciones Unidas
La resolución 1492 del Consejo de Seguridad de las Naciones Unidas, adoptada por unanimidad el 18 de julio de 2003, tras recordar todas las resoluciones anteriores sobre la situación en Sierra Leona, aprobó una reducción en cuatro etapas de la Misión de las Naciones Unidas en Sierra Leona, que culminaría con una retirada completa en diciembre de 2004. 
El Consejo de Seguridad reconoció la frágil situación de seguridad en la región del río Mano, en particular la guerra civil en la vecina Liberia y la necesidad de fortalecer la capacidad de la policía y las fuerzas armadas de Sierra Leona. Aprobó la decisión del Secretario General Kofi Annan relativa a la reducción de la Misión de las Naciones Unidas en Sierra Leona para finales de 2004. A principios de 2004, el Secretario General presentó recomendaciones adicionales respecto de una presencia residual de las Naciones Unidas en Sierra Leona.
El Consejo debía supervisar los principales indicadores de la reducción, y se encomendó al Secretario General que informara sobre los progresos realizados al final de cada una de las cuatro fases. 